# 65 Кібела
65 Кібела — астероїд зовнішнього головного поясу, відкритий 8 березня 1861 року.
Тіссеранів параметр щодо Юпітера — 3,128.